# 내니 맥피: 우리 유모는 마법사
내니 맥피: 우리 유모는 마법사(Nanny McPhee)는 2005년 개봉한 영국의 판타지 영화이다.

## 줄거리
빅토리아 시대 영국, 장의사이자 홀아비인 세드릭 브라운은 일곱 명의 개구쟁이 자녀들과 함께 살고 있다. 아내를 잃은 후 아이들에게 소홀했던 세드릭은 아이들을 감당하지 못하고, 아이들은 수많은 유모들을 쫓아내며 장난을 일삼는다. 아이들은 특히 군인 출신 요리사 블래더윅 부인을 괴롭히며, 블래더윅 부인은 아이들이 올바르게 변하기 전에는 "8월에 눈이 올 것"이라고 선언한다. 아이들은 아버지 외에는 글을 못 읽지만 착하고 아름다운 하녀 에반젤린의 말만 듣는다.
어느 날, 세드릭은 집안 곳곳에서 "맥피 유모"에 대한 언급을 발견하고, 폭풍우 치는 밤, 흉측한 모습의 맥피 유모가 나타난다. 맥피 유모는 규율과 약간의 마법을 사용하여 아이들을 변화시킨다. 처음에는 반항하던 아이들도 점차 맥피 유모를 존경하고 조언을 구하게 된다. 아이들이 교훈을 얻을 때마다 맥피 유모의 얼굴의 흉터들이 사라지고, 아이들은 점점 더 책임감 있는 모습으로 변한다.
한편, 세드릭의 후원자인 아델라이드 숙모는 아이들 중 한 명을 데려가겠다고 하고, 둘째 딸 크리시를 선택하지만, 에반젤린이 대신 자원하여 가게 된다. 또한 아델라이드 숙모는 세드릭에게 한 달 안에 재혼하지 않으면 재정 지원을 끊겠다고 협박한다. 궁지에 몰린 세드릭은 불쾌한 미망인 셀마 퀵클리와 결혼하려 하지만, 아이들은 새어머니를 두려워하여 퀵클리의 방문을 방해한다.
하지만 곧 아이들은 자신들의 행동이 잘못되었음을 깨닫고 퀵클리에게 사과하고, 퀵클리는 아델라이드의 재산에 눈이 멀어 세드릭과의 결혼을 재추진한다. 그러나 퀵클리는 본색을 드러내며 아이들을 학대하고, 결혼식에서 아이들이 소동을 피우자 세드릭은 퀵클리와의 결혼을 포기한다. 결국 아이들은 세드릭에게 에반젤린과 결혼하라고 제안하고, 세드릭과 에반젤린은 서로의 마음을 확인하고 결혼한다.
마침내 아름다운 여성으로 변한 맥피 유모는 8월에 눈이 내리게 만들고, 에반젤린을 위한 웨딩드레스를 마법으로 만들어 준다. 그리고 잃어버린 아기의 딸랑이를 되찾아준 후, 맥피 유모는 떠나면서 "나를 필요로 하지만 원하지 않을 때에는 내가 머물러야 하고, 나를 원하지만 더 이상 필요로 하지 않을 때에는 떠나야 한다"는 말을 남긴다.

## 출연
- 엠마 톰슨 - 내니 맥피 역
- 콜린 피스 - 세드릭 브라운 역
- 켈리 맥도널드 - 에반젤린 역
- 앤절라 랜즈베리 - 애들레이드 대고모 역
- 셀리아 임리 - 셀마 퀴클리 부인
- 이멜다 스탠턴 - 블래더릭 부인
- 데릭 재커비 - 휜 부인
- 패트릭 발로 - 자울스 부인
- 토머스 생스터 - 사이먼 브라운 역
- 일라이자 베넷 - 토라 브라운 역